# ぎふサイバーナビ
『ぎふサイバーナビ』は、岐阜テレビで放送されていた岐阜県の広報番組である。

## 出演者
- ぎふナビすけ（CGキャラクター）

## 製作協力
- 岐阜県 - 以前は[いつ?]岐阜県広報センターが行っていた。

## 放送時間
- 日曜日 21:48 - 21:54 （厳密には21:52まで、開始[いつ?] - 2006年3月）
- 金曜日 19:54 - 20:00 （厳密には19:57まで、2006年4月 - 現在[いつ?]）

## ストリーミング配信
- 岐阜県インターネット放送局で随時配信されていた。

| スタブアイコン | サブスタブ | この項目は、まだ閲覧者の調べものの参照としては役立たない、テレビ番組に関連した書きかけの項目です。この項目を加筆・訂正などしてくださる協力者を求めています（P:テレビ/PJ:放送または配信の番組）。 |